# Wyspy San Juan

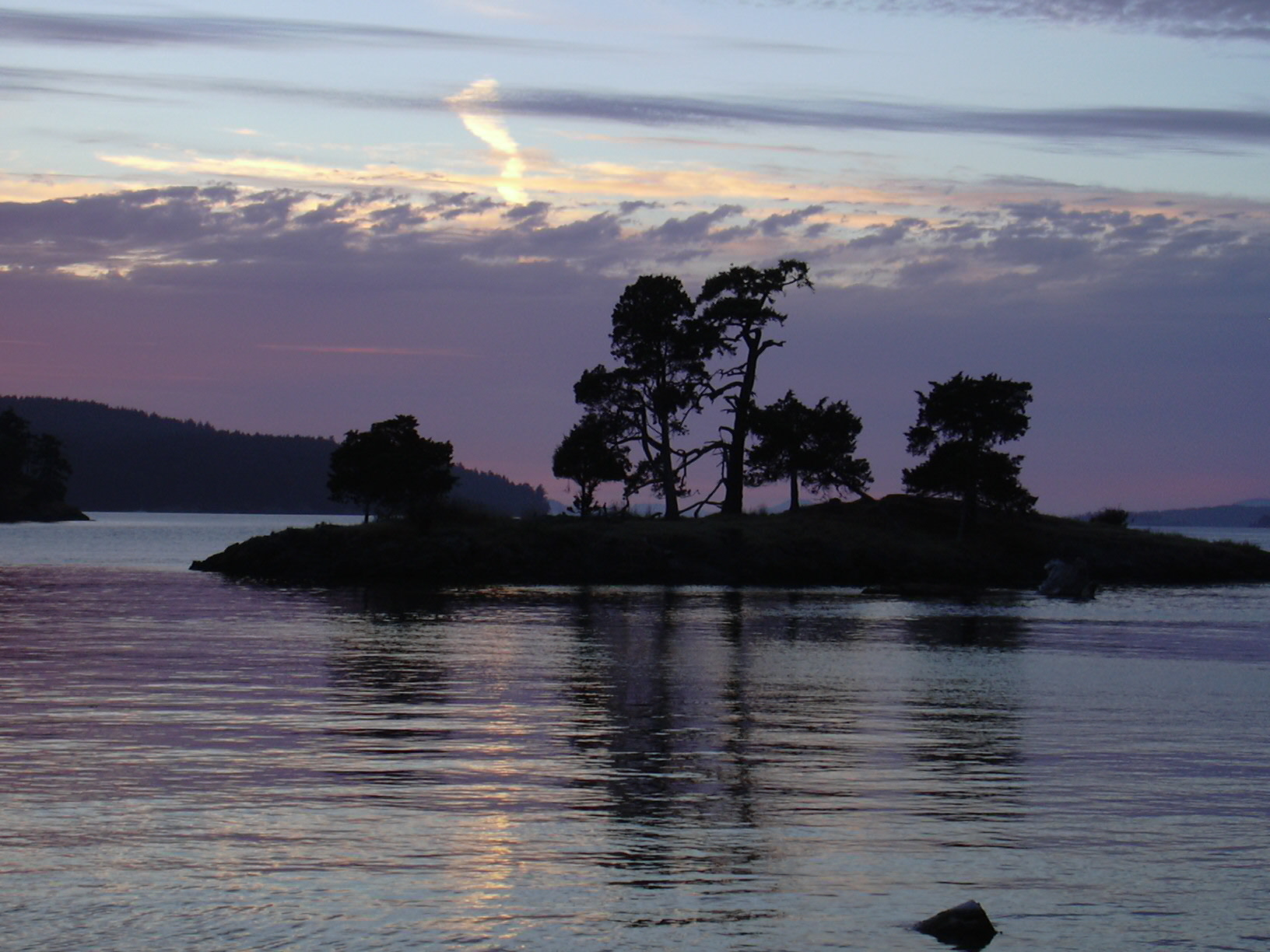
Maleńka wyspa archipelagu Wysp San Juan, z kajaku. Wody na około są rajem dla kajakarzy morskich

Wyspy San Juan (ang. San Juan Islands) – amerykańska część archipelagu podzielonego między Stany Zjednoczone i Kanadę (Gulf Islands należą do Kanady).
Administracyjnie przynależą do hrabstwa San Juan i stanu Waszyngton.

## Historia
Zamieszkiwane przez ludy indiańskie, kolonizowane od lat 70. XVIII wieku. Europejska kolonizacja pociągnęła za sobą m.in. przywleczenie na wyspy ospy. Większa kolonizacja rozpoczęła się dopiero od 1843 r., kiedy to Hudson's Bay Company założyła Fort Camosun na pobliskiej wyspie Vancouver.
31 października 1873 wyspy stały się odrębną jednostką administracyjną - hrabstwem San Juan.

## Geografia i demografia
Amerykańska część archipelagu liczy 743 wyspy, ale tylko około jedna szósta jest zamieszkana, jedynie 176 nosi własne nazwy, a tylko 428 fale nie zalewają całkowicie podczas przypływu. 
Największa część ludności zamieszkuje 4 największe wyspy: Orcas, San Juan, Lopez i Shaw. Według pojęć amerykańskich, formalnie na terenie wszystkich wysp istnieje tylko jedno miasto - stolica hrabstwa, Friday Harbor.

## Gospodarka
6 wysp posiada regularne połączenia promowe, w tym 5 wysp z jednym miastem na stałym lądzie – Anacortes. Podstawą bytu ludności jest rolnictwo, praca w instytucjach i usługach miejskich, a także turystyka. Głównymi atrakcjami turystycznymi są: kurort oraz instalacje militarne na wyspie San Juan – pozostałości z okresu świńskiej wojny, a także możliwość uprawiania sportów wodnych oraz obserwowania orek.